# Malviviendo
Malviviendo és una sèrie d'internet canària-andalusa produïda per Diffferent i dirigida per David Sainz. Va ser estrenada el 24 de novembre de 2008 i el seu èxit, en pocs mesos, ha anat creixent exponencialment, portant-se molt bones crítiques per part del públic. A Malviviendo treballen actors en la seva majoria no professionals i sense pressupost, ja que els que participen en la sèrie ho fan de franc.
La sèrie s'ambienta en el fictici barri de "Los Banderilleros" de Sevilla. Els personatges són un grup d'amics que viuen atrapats en la quotidianitat del renom del barri, amb el qual s'hi vinculen el consum de cànnabis, els robatoris i molts altres problemes vinculats personalment amb cada un dels personatges que intervenen en la trama.
A la introducció de cada capítol, parodien la introducció d'altres sèries com per exemple; Dexter, Breaking Bad, My Name Is Earl, Misfits, The Big Bang Theory, The Sopranos, Lost, ALF, The X-Files, Game of Thrones i The Wire, entre d'altres. Així com programes com Callejeros o 21 días.
El juliol de 2009 la sèrie va aconseguir el suport de Qualid, un projecte de mecenatge d'artistes de Nokia.
La segona temporada es va estrenar a l'abril de 2011 i va finalitzar el març de 2012. L'emissió de la tercera temporada va començar el gener de 2013 i té com a data establerta de l'últim capítol el 7 de juny de 2014. Aquest última capítol no serà només el final de la tercera temporada, sinó que serà el final de l'emissió d'aquesta websèrie.
Temps després, SFDK va fer una cançó anomenada Orgullo Banderillero o Malviviendo en honor d'aquesta sèrie.

## Personatges

### Personatges principals
- El Negro (David Sáinz): És un canari que porta més de cinc anys realitzant un grau de tres anys. Vivia en una caravana aparcada al carrer. És fumador habitual de porros.

- El Zurdo (Antonio Velázquez): És un dels millors venedors de droga del barri. Repeteix constantment la famosa frase de "ni uno, ni dos, ni tres... sino tres...". Sempre vesteix amb samarretes d'equips de futbol.

- El Kaki (Tomás Moreno): És un ex militar que vesteix sempre amb el seu antic uniforme. Té molt mal humor i li molesta que la gent li ofereixi ajuda. Va estar a la presó per matar a un company a un combat clandestí. Més tard a la presó es va quedar paralític degut a un cop amb una canonada a l'esquena.

- El Postilla (Carlos Medrano): És un noi de familia rica que sofreix de cleptomania i narcolèpsia, aquesta malaltia provoca que tingui els atacs en llocs i moments complicats i poc desitjats.

### Personatges secundaris
- Inspector Robledo (Daniel Mantero): És un inspector incomptetent i corrupte. Té un fill amb la germana del Zurdo i el seu nebot es un cani del carrer.

- María (Amanda Mora): És la germana del Zurdo i es va escapar de casa amb 15. En l'actualitat és perruquera i protagonista d'algunes de les fantasies eròtiques del Negro. La seva relació amb el principal enemic del barri li causarà algun problema.

- El Rata (Javi Lería): Abans de l'arribada del Negro a Sevilla, ell era el quart dels amics que es relacionava amb els personatges principals de la sèrie. Un dia va desaparèixer sense donar explicacions per amagar-se per motius d'apostes il·legals i reventa d'entrades. Apareix al capítol 10 de la primera temporada per celebrar la seva tornada.

- Mateo (Manuel Noguera): És un ballarí dopat. Sempre es presenta com a Mateo Ruiz Kazakievo. Segons ell, és un antic ballarí de l'American Ballet Theatre, en l'actualitat treballa com a "gorrilla" a causa de la seva addicció a les drogues.

### Altres personatges
- El tutor del Zurdo (Cuervo) (José Maldonado): És un drogodependent que assegura haver deixat les drogues.

- El Almeja (Manuel Aragón): És un timador que es dedica a guanyar diners a partir d'apostes il·legals.

- El Puto (Carlos Lee Ferrer): És un amic del Negro, és el "chapero" del barri que va acabar convertint-se en un conegut director de cine X i el segón Gigoló més car d'Espanya.

- Ramón "El Gordo" (Manuel Pérez): És un famós traficant de cannabis, conegut en un petit pobre anomenat Merysvilla. Tenia deutes pendents amb els personatges principals de la sèries per un robatori que va dur a terme a les seves plantacions.

- Verónica (Verónica Hontoria): Prostituta coneguda al barri que va ajudar al Postilla a sortir de la presó.

- Joaquín Moruno (Manuel Durán): És el "matón" liderat pel Mulo i que ajudava a l'Almeja en situacions comprometides.

- El Mulo (Carlos Vega): És un ex sergent de l'exèrcit que va ser expulsat després de tenir un incident amb el Kaki. Pateix una discapacitat de citura cap avall que va ser causada per la venjança del Kaki.

- Juan "El Esparto" (Daviz Muñoz): És un noi amable, simpàtic i generós però alhora pesat. Està molt concienciat sobre la cultura budista, ja que afirma que hi va pertànyer.

- Bárbara (Carolina León): És una contorsionista vaginal coneguda al barri per oferir droga procedent del Marroc i transportada a través del seu propi cos. Es diu que pot guardar tot un bloso a les seves cabitats

## Capítols

### Temporada 1: 2008 - 2010
| N.º (sèrie) | N.º (temp.) | Títol                      | Data d'emissió           | Intro            |
| ----------- | ----------- | -------------------------- | ------------------------ | ---------------- |
| 1           | 1           | «Me llaman Negro»          | 24 de noviembre de 2008  | Dexter           |
| 2           | 2           | «La cosecha»               | 29 de diciembre de 2008  | The Sopranos     |
| 3           | 3           | «El próximo antes de ayer» | 30 de enero de 2009      | Lost             |
| 4           | 4           | «Chair Driver»             | 4 de marzo de 2009       | ALF              |
| 5           | 5           | «Callejosos»               | 29 de marzo de 2009      | Callejeros       |
| 6           | 6           | «Cuentos y leyendas»       | 6 de mayo de 2009        | The X-Files      |
| 7           | 7           | «Módulo Tres»              | 21 de septiembre de 2009 | Prison Break     |
| 8           | 8           | «No girls»                 | 3 de noviembre de 2009   | Sexe a Nova York |
| 9           | 9           | «Cicatrices»               | 20 de febrero de 2010    | The Brady Bunch  |
| 10          | 10          | «Se vende»                 | 12 de abril de 2010      | South Park       |

### Temporada 2: 2011 - 2012
| N.º (sèrie) | N.º (temp.) | Títol                                     | Data d'emissió         | Intro                       |
| ----------- | ----------- | ----------------------------------------- | ---------------------- | --------------------------- |
| 11          | 1           | «La verdadera historia de Jesús Blanco»   | 2 de abril de 2011     | Boardwalk Empire            |
| 12          | 2           | «Fumar juntos, morir solos»               | 1 de mayo de 2011      | The IT Crowd                |
| 13          | 3           | «Mi amigo Walt»                           | 5 de junio de 2011     | Misfits                     |
| 14          | 4           | «Mala vida sana»                          | 2 de julio de 2011     | Cómo conocí a vuestra madre |
| 15          | 5           | «23 días en Los Banderilleros (1ª parte)» | 30 de julio de 2011    | 21 días                     |
| 16          | 6           | «23 días en Los Banderilleros (2ª parte)» | 2 d'octubre de 2011    | 21 días                     |
| 17          | 7           | «Amapolas Vs Jaramagos»                   | 5 de noviembre de 2011 | Los problemas crecen        |
| 18          | 8           | «Amor y muerte»                           | 4 de diciembre de 2011 | Breaking Bad                |
| 19          | 9           | «Negra Navidad»                           | 1 de enero de 2012     | Mad Men                     |
| 20          | 10          | «13.000 €»                                | 5 de marzo de 2012     | Weeds                       |

### Temporada 3: 2013 - 2014
| N.º (sèrie) | N.º (temp.) | Títol                           | Data d'emissió          | Intro                   |
| ----------- | ----------- | ------------------------------- | ----------------------- | ----------------------- |
| 21          | 1           | «La cosa está negra (1ª parte)» | 5 de agosto de 2013     | The Big Bang Theory     |
| 22          | 2           | «La cosa está negra (2ª parte)» | 2 de septiembre de 2013 | Shameless               |
| 23          | 3           | «Tetas y collejas»              | 7 d'octubre de 2013     | Modern Family           |
| 24          | 4           | «Plan Pardo»                    | 4 de noviembre de 2013  | Orange is the new black |
| 25          | 5           | «Patrulleros»                   | 2 de diciembre de 2013  | COPS                    |
| 26          | 6           | «Traumusical»                   | 3 de febrero de 2014    | Dos hombes y medio      |
| 27          | 7           | «Rescate en los Banderilleros»  | 3 de marzo de 2014      | Juego de Tronos         |
| 28          | 8           | «Felices 30 años»               | 7 de abril de 2014      | The Wire                |
| 29          | 9           | «Asignaturas pendientes»        | 12 de mayo de 2014      | Friends                 |
| 30          | 10          | «Orgullo Banderillero»          | 7 de julio de 2014      | Entourage               |

## Premis
- Premi oXcar: En 2009 a la categoría "Series inolvidables" de La-Ex (abans coneguda com a Exgae).